# Résolution 389 du Conseil de sécurité des Nations unies
 (mars 2025).
Si vous disposez d'ouvrages ou d'articles de référence ou si vous connaissez des sites web de qualité traitant du thème abordé ici, merci de compléter l'article en donnant les références utiles à sa vérifiabilité et en les liant à la section « Notes et références ».
Membres permanents
- Chine
- États-Unis
- France
- Royaume-Uni
- URSS

Membres non permanents
- Bénin
- Guyana
- Italie
- Japon
- Libye
- Pakistan
- Panama
- Roumanie
- Suède
- Tanzanie

Résolution no 388 Résolution no 390
La résolution 389 du Conseil de sécurité des Nations unies, adoptée le 22 avril 1976, réaffirme le droit du peuple du Timor oriental à l'autodétermination. Le Conseil appelle tous les États à respecter l'intégrité territoriale du Timor oriental et demande au gouvernement indonésien de retirer toutes ses forces du territoire. La résolution demande ensuite au secrétaire général de demander à son représentant spécial de poursuivre les consultations avec les parties concernées, de suivre la mise en œuvre de la résolution et de soumettre un rapport au Conseil dans les plus brefs délais. Le Conseil appelle ensuite tous les États et parties à coopérer pleinement avec les Nations unies pour parvenir à une solution pacifique et faciliter la décolonisation du territoire.
La résolution est adoptée par 12 voix contre zéro, le Japon et les États-Unis s'abstenant. Le Bénin ne participe pas au vote.